# Kurt Hensel
Kurt Hensel (Königsberg, 29 de dezembro de 1861 — Marburg, 1 de junho de 1941) foi um matemático alemão.
Introduziu o conceito de número p-ádico na teoria dos números.

## Obras
- Theorie der algebraischen Funktionen einer Variabeln und ihre Anwendung auf algebraische Kurven und Abelsche Integrale (com Georg Landsberg), Teubner, Leipzig, 1902
- Theorie der algebraischen Zahlen, Teubner, Leipzig, 1908
- Zahlentheorie, Göschen, Berlim, 1913
- «Gedächtnisrede auf Ernst Kummer zu dessen 100. Geburtstag»